# Fração Trotskista pela Quarta Internacional
A Fração Trotskista - Quarta Internacional  é uma organização internacional formada por grupos de tendencia trotskista e cujo objetivo é a reconstrução da Quarta Internacional. Surgiu em 1989 sob o nome de "Fração Bolchevique Internacionalista" depois de uma série de expulsões na Liga Internacional dos Trabalhadores - Quarta Internacional (LIT-QI).

## Histórico
Considerado inicialmente como uma "fração externa" que havia sido erroneamente expulso, de 1988 a 1990 o PTS teve três divisões: a primeira quando vários militantes retornaram ao MAS, o segundo, quando outro grupo de militantes simpatizou com o Partido Revolucionário Trabalhista - Worker Press britânico e o terceiro, quando os apoiantes de Leon Pérez (um ex-membro da Secretaria Internacional do LIT) decidiram seguir uma perspectiva de partido em massa (em oposição à de partido de vanguarda). Essas divisões obrigaram o PTS a avaliar e autocrítica, o que levou ao seu desenvolvimento subsequente questionara principalmente a Atualização do Programa de Transição formulada por Nahuel Moreno, entendendo-a como em oposição a Teoria da Revolução Permanente de Leon Trotsky.
Em 1993 surgiu como Fração Trotskista - Estratégia Internacional, fundada pelo PTS da Argentina, o LTS do México, o LOR da Bolívia e com as adesões do grupo Estratégia Revolucionária do Brasil e do grupo da Classe contra Classe do Chile, bem como alguns militantes simpatizantes na Europa. Em 2004, em sua segunda conferência internacional, e coincidindo com o congresso do Movimento para Refundação da Quarta Internacional que também se reuniu em Buenos Aires, a FT decidiu mudar seu nome de "Estratégia Internacional" para "Quarta Internacional".
Como resultado da crise econômica e das mobilizações em diferentes países, o FT-QI cresceu na América Latina e na Europa e está atualmente promovendo a formação de um novo agrupamento, um Movimento por uma Internacional para uma Revolução Socialista -. Quarta Internacional (MIRS-CI), tendo publicado um manifesto em 2013.

## Seções
| Seções plenas  | Seções plenas                                                 | Seções plenas                                            |
| Seção          | Nome                                                          | Nome em português                                        |
| -------------- | ------------------------------------------------------------- | -------------------------------------------------------- |
| Alemanha       | Revolutionäre Internationalistische Organisation (RIO)        | Organização Revolucionária Internacionalista             |
| Argentina      | Partido de los Trabajadores Socialistas (PTS)                 | Partido dos Trabalhadores Socialistas                    |
| Bolivia        | Liga Obrera Revolucionaria - Cuarta Internacional (LOR-CI)    | Liga Operária Revolucionária - Quarta Internacional      |
| Brasil         | Movimento Revolucionário de Trabalhadores (MRT)               | Movimento Revolucionário de Trabalhadores                |
| Chile          | Partido de Trabajadores Revolucionarios (PTR)                 | Partido de Trabalhadores Revolucionários                 |
| França         | Révolution Permanente (RP)                                    | Revolução Permanente                                     |
| Espanha        | Corriente Revolucionaria de Trabajadores y Trabajadoras (CRT) | Corrente Revolucionária de Trabalhadores e Trabalhadoras |
| Estados Unidos | Left Voice (LV)                                               | Voz de Esquerda                                          |
| México         | Movimiento de los Trabajadores Socialistas (MTS)              | Movimento dos Trabalhadores Socialistas                  |
| Uruguay        | Corriente de Trabajadores por el Socialismo (CTS)             | Corrente dos Trabalhadores pelo Socialismo               |
| Venezuela      | Liga de Trabajadores por el Socialismo (LTS)                  | Liga dos Trabalhadores pelo Socialismo                   |
| Costa Rica     | Organización Socialista Revolucionaria (OSR)                  | Organização Socialista Revolucionária                    |
| Italia         | Frazione Internazionalista Rivoluzionaria (FIR)               | Fração Internacionalista Revolucionária                  |
| Peru           | Corriente Socialista de las y los Trabajadores (CST)          | Corrente Socialista de Trabalhadores                     |

Organizações que deixaram de fazer parte do FT-QI:
- França Grupo Comunista Internacionalista Revolucionário (CRI) - (Juntou-se a 2008 como seção simpatizante, [5] mas com a criação do NPA, ele se dissolveu dentro da tendência CLAIRE, siglas de "Tendência pelo comunismo, a luta auto-organizada, internacionalista e revolucionária")[6][7]

- Costa Rica Liga da Revolução Socialista (LRS) - (Inscrito em 2008 como uma seção plena[8] mas foi dissolvido em 2014).